# أل إليوت
أل إليوت (بالإنجليزية: Bob Allen)‏ هو لاعب كرة قاعدة أمريكي، ولد في 13 أكتوبر 1894 في ماسكودا في الولايات المتحدة، وتوفي في 18 ديسمبر 1975 في نابرفيل في الولايات المتحدة.  

## وصلات خارجية
- أل إليوت على موقعبيزبول رفرنس.كوم (الدوري الرئيسي) (الإنجليزية)
- أل إليوت على موقعبيزبول رفرنس.كوم (الدوري الثانوي) (الإنجليزية)